# Mu Lupi
Mu Lupi (75 Lupi) é uma estrela na direção da constelação de Lupus. Possui uma ascensão reta de 15h 18m 32.05s e uma declinação de −47° 52′ 30.7″. Sua magnitude aparente é igual a 4.27. Considerando sua distância de 291 anos-luz em relação à Terra, sua magnitude absoluta é igual a −0.48. Pertence à classe espectral B8V.